# Liste des commandants en chef des Forces armées d'Haïti
Liste des responsables militaires haïtiens à partir de 1934 jusqu'à la dissolution des Forces armées d'Haïti en 1995. Elles sont remobilisées le 16 novembre 2017.

## Commandants de la Garde d'Haïti
| No | Portrait | Grade   | Nom                    | Force armée   | Durée du mandat | Durée du mandat | Durée du mandat  |
| No | Portrait | Grade   | Nom                    | Force armée   | Début           | Fin             | Longévité        |
| -- | -------- | ------- | ---------------------- | ------------- | --------------- | --------------- | ---------------- |
| 1. |          | Colonel | Démosthènes P. Calixte | Garde d'Haïti | 1er août 1934   | 9 janvier 1938  | 3 ans, 161 jours |
| 2. |          | Colonel | Jules André            | Garde d'Haïti | 9 janvier 1938  | 28 août 1944    | 6 ans, 232 jours |

## Chef d'État-Major de l'armée
| No  | Portrait           | Grade              | Nom                   | Force armée           | Durée du mandat  | Durée du mandat  | Durée du mandat  |
| No  | Portrait           | Grade              | Nom                   | Force armée           | Début            | Fin              | Longévité        |
| --- | ------------------ | ------------------ | --------------------- | --------------------- | ---------------- | ---------------- | ---------------- |
| 3.  |                    | Colonel            | Franck Lavaud         | Garde d'Haïti         | 28 août 1944     | 5 septembre 1946 | 6 ans, 100 jours |
| 3.  | Général de brigade | Armée d'Haïti      | Franck Lavaud         | 5 septembre 1946      | 6 décembre 1950  |                  | 6 ans, 100 jours |
| 4.  |                    | Général de brigade | Antoine Levelt        | Armée d'Haïti         | 6 décembre 1950  | 13 décembre 1956 | 6 ans, 7 jours   |
| 5.  |                    | Général de brigade | Léon Cantave          | Armée d'Haïti         | 13 décembre 1956 | 26 mai 1957      | 164 jours        |
| 6.  |                    | Général de brigade | Antonio Kébreau       | Armée d'Haïti         | 26 mai 1957      | 12 mars 1958     | 290 jours        |
| 7.  |                    | Major-général      | Maurice P. Flambert   | Forces armées d'Haïti | 12 mars 1958     | 7 décembre 1958  | 269 jours        |
| 8.  |                    | Général de brigade | Pierre Merceron       | Forces armées d'Haïti | 7 décembre 1958  | 6 septembre 1961 | 2 ans, 273 jours |
| 9.  |                    | Général de brigade | Jean-René Boucicault  | Forces armées d'Haïti | 7 septembre 1961 | 9 août 1962      | 336 jours        |
| 10. |                    | Général de brigade | Gérard Constant       | Forces armées d'Haïti | 9 août 1962      | 8 décembre 1970  | 8 ans, 121 jours |
| 11. |                    | Lieutenant-général | Claude Raymond        | Forces armées d'Haïti | 8 décembre 1970  | 11 août 1973     | 2 ans, 246 jours |
| 12. |                    | Lieutenant-général | Jean-Baptiste Hilaire | Forces armées d'Haïti | 11 août 1973     | 6 septembre 1978 | 5 ans, 26 jours  |
| 13. |                    | Lieutenant-général | Roger Saint-Albin     | Forces armées d'Haïti | 7 septembre 1978 | 23 mars 1984     | 5 ans, 229 jours |
| 14. |                    | Lieutenant-général | Henri Namphy          | Forces armées d'Haïti | 23 mars 1984     | 4 novembre 1987  | 3 ans, 226 jours |

## Commandants en chef des Forces armées d'Haïti
| No     | Portrait                | Grade              | Nom                  | Force armée           | Durée du mandat   | Durée du mandat   | Durée du mandat  |
| No     | Portrait                | Grade              | Nom                  | Force armée           | Début             | Fin               | Longévité        |
| ------ | ----------------------- | ------------------ | -------------------- | --------------------- | ----------------- | ----------------- | ---------------- |
| 14.    |                         | Lieutenant-général | Henri Namphy         | Forces armées d'Haïti | 4 novembre 1987   | 17 juin 1988      | 226 jours        |
| (ai)   |                         | Général de brigade | Morton Gousse        | Forces armées d'Haïti | 17 juin 1988      | 19 juin 1988      | 2 jours          |
| 15.    |                         | Major-général      | Carl-Michel Nicolas  | Forces armées d'Haïti | 19 juin 1988      | 17 septembre 1988 | 90 jours         |
| 16.    |                         | Lieutenant-général | Prosper Avril        | Forces armées d'Haïti | 17 septembre 1988 | 10 mars 1990      | 1 an, 174 jours  |
| 17.    |                         | Lieutenant-général | Hérard Abraham       | Forces armées d'Haïti | 10 mars 1990      | 2 juillet 1991    | 1 an, 114 jours  |
| 18.    |                         | Lieutenant-général | Raoul Cédras         | Forces armées d'Haïti | 2 juillet 1991    | 10 octobre 1994   | 3 ans, 100 jours |
| (ai)   |                         | Major-général      | Jean-Claude Duperval | Forces armées d'Haïti | 10 octobre 1994   | 17 novembre 1994  | 38 jours         |
| 19.    |                         | Général de brigade | Bernardin Poisson    | Forces armées d'Haïti | 17 novembre 1994  | 20 février 1995   | 95 jours         |
|        | Forces armées dissoutes |                    |                      |                       |                   |                   |                  |
| (a.i.) |                         | Lieutenant-général | Jodel Lesage         | Forces armées d'Haïti | 17 novembre 2017  | 27 mars 2018      | 130 jours        |
| 20     |                         | Lieutenant-général | Sadrac Saintil       | Forces armées d'Haïti | 27 mars 2018      | En fonction       | 6 ans, 352 jours |